# 太顯
姜太顯（： Kang Tae-hyun，2002年2月5日—），藝名TAEHYUN（韓語：태현），韓國男歌手， 為韓國男子團體TOMORROW X TOGETHER成員。2019年3月4日，以迷你專輯《The Dream Chapter: STAR》出道。2020年1月15日，透過日本出道單曲《MAGIC HOUR》於日本出道。

## 生平

### 早年
姜太顯出生於首爾市江南區，家族源於晉州姜氏。他有一位姐姐。7至9歲時出演《可靠英語》宣傳片，當中提及因為從小學習因此英語流利。2018年8月，在練習生時期曾與團員共同在美國培訓。出道前曾與家人拍攝清潔用品韓松以及滴露的廣告。

### 2019年至今：TXT
1月17日，所屬社釋出了TAEHYUN概念照及影片。
3月4日，透過Mnet的慶祝出道特輯節目《TOMORROW X TOGETHER Debut Celebration Show presented by Mnet》於韓國正式出道，並發行首張迷你專輯《The Dream Chapter: STAR》。
11月18日，擔任《IDOL RADIO》特別MC。
2020年1月15日，以TOMORROW X TOGETHER成員發行出道單曲《MAGIC HOUR》於日本出道。

## 音樂作品
— 所屬團體之作品請參閱 TXT音樂作品列表。

### 翻唱歌曲
| 年份   | 發佈日期 | 歌曲名稱                                          | 原曲名稱               | 原唱歌手                     | 合作團員        |
| 2019年 | 8月27日  | Over And Over Again                               | Over And Over Again    | Nathan Sykes                 | 不適用          |
| 2020年 | 4月25日  | Confession of a friend                            | Confession of a friend | 2AM                          | SOOBIN、BEOMGYU |
| 2020年 | 8月28日  | Paper Hearts                                      | Paper Hearts           | Tori Kelly                   | YEONJUN         |
| 2021年 | 7月8日   | Let me                                            | Let me                 | ZAYN                         | 不適用          |
| 2021年 | 10月20日 | STAY(Original Song: The Kid LAROI, Justin Bieber) | STAY                   | The Kid LAROI, Justin Bieber | YEONJUN         |
| 2025年 | 6月24日  | Ai to Highball                                    | Ai to Highball         | LET ME KNOW                  | 不適用          |

## 影視作品
— 所屬團體之作品請參閱 TXT影視作品列表。

### 綜藝節目
| 年份   | 播放日期 | 電視台 | 節目名稱     | 備註                 |
| 2021年 | 6月2日   | Mnet   | 《TMI News》 | 與HUENINGKAI共同出演 |
| 2021年 | 6月27日  | EBS FM | 《倾听》     | 與HUENINGKAI共同出演 |

## 主持

### 固定電台DJ
| 年份   | 播放日期        | 電視台 | 節目名稱 | 合作藝人   | 備註   |
| 2021年 | 1月10日－5月2日 | EBS FM | 《傾聽》 | HUENINGKAI | 固定DJ |

### 節目主持
| 年份   | 播放日期 | 電視台      | 節目名稱                  | 合作藝人   | 備註     |
| 2019年 | 10月24日 | Mnet        | 《M! Countdown》          | YEONJUN    | 特別主持 |
| 2019年 | 11月18日 | MBC標準FM   | 《IDOL RADIO》            | 不適用     | 特別DJ   |
| 2020年 | 11月13日 | KBS         | 《Music Bank》            | 不適用     | 特別主持 |
| 2020年 | 11月22日 | EBS FM      | 《傾聽》                  | HUENINGKAI | 特別DJ   |
| 2021年 | 10月28日 | KBS Cool FM | 《DAY6's Kiss The Radio》 | 不適用     | 特別DJ   |

## 獎項與榮譽
— 所屬團體之獎項請參閱 TXT獲獎及提名列表。

## 外部連結
- TOMORROW X TOGETHER（页面存档备份，存于） 官方Twitter